# 美 少年
美 少年（び しょうねん）は、かつてSTARTO ENTERTAINMENTに所属していたジュニア内の5人組男性アイドルグループ。グループ名の正式表記は「美 少年」のように、美が赤文字、美と少年の間には半角スペース。

## メンバー

### 活動終了時のメンバー
プロフィール出典
| 名前                             | 生年月日               | 出身地   | 血液型 | メンバーカラー | 備考                                              |
| -------------------------------- | ---------------------- | -------- | ------ | -------------- | ------------------------------------------------- |
| 藤井直樹 （ふじい なおき）       | 2000年9月18日（24歳）  | 千葉県   | O型    | 緑             | 2025年2月16日より、個人で活動                     |
| 那須雄登 （なす ゆうと）         | 2002年1月16日（23歳）  | 東京都   | B型    | 青             | 2025年2月16日より、新グループ『ACEes』へ加入      |
| 浮所飛貴 （うきしょ ひだか）     | 2002年2月27日（23歳）  | 愛知県   | B型    | オレンジ       | 2025年2月16日より、新グループ『ACEes』へ加入      |
| 岩﨑大昇 （いわさき たいしょう） | 2002年8月23日（22歳）  | 神奈川県 | O型    | 黄             | 2025年2月16日より、新グループ『KEY TO LIT』へ加入 |
| 佐藤龍我 （さとう りゅうが）     | 2002年12月17日（22歳） | 神奈川県 | 不明   | 赤             | 2025年2月16日より、新グループ『ACEes』へ加入      |

### 旧メンバー
| 名前                           | 生年月日             | 出身地 | 血液型 | メンバーカラー  | 備考                                              |
| ------------------------------ | -------------------- | ------ | ------ | --------------- | ------------------------------------------------- |
| 金指一世 （かなさし いっせい） | 2004年2月9日（21歳） | 東京都 | O型    | 紫（旧 ピンク） | 現：ISSEI。2017年4月から加入、2024年11月1日脱退。 |

## 来歴
Tokyo Boysのユニット名で2016年11月23日に藤井・那須・浮所・岩﨑・佐藤の5人で結成され、直後に東京B少年（とうきょうビーしょうねん）に改名。ユニット名の由来は、かつて関西ジャニーズJr.に存在した「Aぇ少年」への対抗意識と、自分から美少年というのはおこがましいという理由から。2017年4月、『ジャニーズ銀座2017』にも5人で出演予定だったが、公演開始数日前に急遽メンバーに金指一世が加入することが決定し6人組となった。
2018年11月19日、Sexy美少年への改名を公式サイト「Johnny's web」で発表。ジャニー喜多川から突然「ユーたちはもう美少年だから」とメンバーに告げられたという。そして12月7日から舞台『JOHNNYS' King & Prince IsLAND』に出演するも、上演途中の2019年1月、ユニット名を美 少年に再改名した。
2020年12月、一部外泊報道を受けメンバーの佐藤が活動自粛となったが、2021年3月に活動を再開した。
2023年8月、金指・那須・佐藤に関する過去の不適切動画流出騒動に対し、公式サイトに謝罪文を掲載した。
2024年10月11日、ジュニアのオフィシャルサイトにて金指が11月1日0:00をもってSTARTO ENTERTAINMENTを退所することを発表。グループも脱退した。
2025年2月16日、新グループ結成が発表されたことにより事実上の解散となった。

## ディスコグラフィ

### 映像作品
|     | 発売日         | タイトル                                         | 形態     | 規格品番     | 備考                                               |
| --- | -------------- | ------------------------------------------------ | -------- | ------------ | -------------------------------------------------- |
| 1st | 2022年12月24日 | Spring Paradise 〜YOU & 美〜                     | 2DVD     | JIBA-0042/43 | Johnnys' ISLAND STORE ONLINE受注生産販売限定商品   |
| 2nd | 2024年9月13日  | ARENA TOUR 2023 We are 美 少年 〜Let's sing it〜 | 2DVD     | LCBA-0056/7  | ×××××.POP UP STOREオンライン限定・受注生産販売商品 |
| 2nd | 2024年9月13日  | ARENA TOUR 2023 We are 美 少年 〜Let's sing it〜 | 2Blu-ray | LCXA-0006/7  | ×××××.POP UP STOREオンライン限定・受注生産販売商品 |
| 3rd | 2025年3月28日  | 美 少年 ARENA TOUR 2024 Gates+                   | 2DVD     | LCBA-0062/3  | ×××××.POP UP STOREオンライン限定・受注生産販売商品 |
| 3rd | 2025年3月28日  | 美 少年 ARENA TOUR 2024 Gates+                   | 2Blu-ray | LCXA-0012/3  | ×××××.POP UP STOREオンライン限定・受注生産販売商品 |

## オリジナル曲
JASRAC公式サイトの「作品データベース検索サービス」において、アーティスト名に「東京B少年」「Sexy美少年」「美 少年」いずれかを含む楽曲の検索結果をもとに記述。
- HiB HiB dream[27]（詞：ENA☆ 曲：ERIXON CHRISTOFER JONAS ROBIN / MELIN JOSEF MATTIAS / TAKUYA HARADA） - JASRAC作品コード：1L0-3427-8。HiHi Jetとの曲[28]
- みなみなサマー[29]（詞：夏ノ芹子 / SATOMI、曲：馬飼野康二） - JASRAC作品コード：238-5418-9。HiHi Jetsとの曲[29]
- Cosmic Melody[27]（詞：イワツボコーダイ / KOMEI KOBAYASHI、曲：WolfJunk / イワツボコーダイ） - JASRAC作品コード：233-6894-2 ※初のオリジナル曲[30]
- 僕らはMysterious[27]（詞：ケリー、曲：福岡良太） - JASRAC作品コード：239-8344-2
- おいで、Sunshine![31]（詞：高木誠司、曲：DR.DALMATIAN） - JASRAC作品コード：246-6330-1。HiHi Jetsとの曲[31]
- ねぇ もっと[32]（詞：亀梨和也、曲：栗原暁 /久保田真悟） - JASRAC作品コード：248-2824-6
- LALA love[33]（詞・曲：山下智久 / WAKE）- JASRAC作品コード：251-0118-8
- Super Boys[34]（詞：JUN、曲：OHRN ANDREAS JAKOB ERIK / ATSUSHI SHIMADA）- JASRAC作品コード：1N9-2993-1
- Beautiful Love[33][35]（詞：MINE、曲：SAMSSON FREDRIK CARL TOMAS / 川口進）- JASRAC作品コード：1P0-3476-1
- 虹の中で[36]（詞：岡田 ケイスケ、曲：SHOW YANAI）-  JASRAC作品コード：261-1591-3
- ザ・ハイスクール ヒーローズ[37]（詞・曲：岩崎貴文）-  JASRAC作品コード：266-1821-4
- High Beat[38]（詞：MINE、曲：MINE / 川口進 / ATSUSHI SHIMADA）‐ JASRAC作品コード：265-5289-2。 HiHi Jetsとの曲[38]
- Over Again[39]（詞：nozomi*/MiNE、曲：LIDBOM ERIK GUSTAF）‐ JASRAC作品コード:1P9-3582-2。HiHi Jetsとの曲。
- Sing it[40]（詞：KOUDAI IWATSUBO、曲：PERSSON JOACIM BO・ALKENAS JOHAN CARL AXEL） - JASRAC作品コード：1Q5-8378-4
- YOU & 美[41]（詞：ATSUSHI SHIMADA / KOMEI KOBAYASHI、曲：NORDQVIST ALBIN HALVAR OLAUS / LINDBERG MARCUS / 佐原康太） - JASRAC作品コード：1Q6-3973-9
- 未来SUNRISE[42]（詞・曲：佐原康太 / 川口進） - JASRAC作品コード：274-0484-6。HiHi Jetsとの曲[42]
- Compass[43]（詞：KOMEI KOBAYASHI / 草川瞬、曲：OHRN ANDREAS JAKOB ERIK / WAHLE CHRIS） - JASRAC作品コード：1R2-6397-0
- Boom SHAKALAKA[44]（詞：KOMEI KOBAYASHI、曲：KOMEI KOBAYASHI / NORDQVIST ALBIN HALVAR OLAUS / STEVEN LEE） - JASRAC作品コード：1R2-4688-9
- 吉吉 Bang!Bang![45] （詞・曲：corin.） - JASRAC作品コード：282-1199-5
- Big Wave!!!!!![46]（詞・曲：MICRO / 犬太郎） - JASRAC作品コード：282-1203-7
- 奇跡が起きるとき[47] （詞：Shigeyuki Harada、曲：KYOSUKE YAMANAKA / 加部輝 / Shigeyuki Harada） - JASRAC作品コード：285-2114-5
- Flicky[48]（詞：FUNK UCHINO、曲：STORYTHELLA / WOLF ADAM） - JASRAC作品コード：1T0-4112-6
- 魔法の夜[49]（詞：SHIROSE、曲：川口進 / SHIROSE） - JASRAC作品コード：299-4344-2

## タイアップ
| 曲名                       | タイアップ                                                                      |
| -------------------------- | ------------------------------------------------------------------------------- |
| 虹の中で                   | 映画『胸が鳴るのは君のせい』主題歌                                              |
| ザ・ハイスクールヒーローズ | テレビ朝日系オシドラサタデー枠『ザ・ハイスクール ヒーローズ』エンディングテーマ |
| 奇跡が起きるとき           | 日本テレビ系シンドラ枠『春は短し恋せよ男子。』主題歌                            |

## 出演

### 舞台
- JOHNNYS' ALL STARS IsLAND（2016年12月3日 - 2017年1月24日、帝国劇場）[8]
- ジャニーズ銀座2017（2017年4月29日 - 5月5日、シアタークリエ）[2][10] - 「HiHi B少年[注釈 2]」として[50]
- JOHNNYS' YOU&ME IsLAND（2017年9月6日 - 30日、帝国劇場）[51]
- JOHNNYS' Happy New Year IsLAND（2018年1月1日 - 27日、帝国劇場）[52]
- ジャニーズ銀座2018 観なきゃソン！ボクたちの作るジャニカルとスペシャルショータイム（2018年4月29日 - 6月3日、シアタークリエ）[53]
- JOHNNYS' King & Prince IsLAND（2018年12月6日 - 2019年1月27日、帝国劇場）[14][54]
- ジャニーズ銀座2019 Tokyo Experience（2019年4月28日 - 5月6日〔出演者A〕[55]、シアタークリエ）[56]
- DREAM BOYS（2019年9月3日 - 27日、帝国劇場） - 岩﨑・佐藤・藤井[57]
- JOHNNYS' IsLAND（2019年12月8日 - 2020年1月27日、帝国劇場）[58][59]
- DREAM BOYS（2020年12月10日 - 2021年1月27日、帝国劇場）[60]
- 少年たち 君にこの歌を（2021年9月5日 - 27日、新橋演舞場） - HiHi Jetsと主演[61]
- JOHNNYS' IsLAND THE NEW WORLD（2022年1月1日 - 19日[注釈 3]、帝国劇場）[40][63]
- 少年たち あの空を見上げて（2022年9月11日 - 10月13日、新橋演舞場 / 10月28日 - 11月6日、御園座） - HiHi Jetsと主演[43][64]
- JOHNNYS' World Next Stage（2023年1月1日 - 26日、帝国劇場）[45][65]
- 少年たち 闇を突き抜けて（2023年10月4日 - 28日、新橋演舞場）[66]
- 帝国劇場 2024年新春公演 Act ONE（2024年1月1日 - 27日、帝国劇場）[67][68]

### コンサート
- ジャニーズJr.祭り（2017年3月24日 - 26日、横浜アリーナ / 4月8日 - 9日、さいたまスーパーアリーナ）[69]
- サマステ 〜君たちが〜KING'S TREASURE（2017年7月20日 - 26日〔Mr.KING・HiHi Jetと合同公演〕・8月22日 - 27日〔Mr.KING・Prince・HiHi Jetと合同公演〕、EXシアター六本木）[70]
- お台場 踊り場 土日の遊び場（2017年11月25日・26日・12月23日・24日、お台場湾岸スタジオ特設会場） - 「HiHi B少年[注釈 2]」として[71]
- 夏祭り！裸の少年（2018年7月20日 - 26日〔HiHi Jets・東京B少年編〕・8月14日 - 26日〔東京B少年編〕、EXシアター六本木）[72][73]
- JOHNNYS' Experience（2019年3月6日 - 8日、TOKYO DOME CITY HALL）[74]
- パパママ一番 裸の少年 夏祭り！（2019年7月18日 - 8月2日、EXシアター六本木） - 少年忍者と合同公演[75][76]
- パパママ一番 裸の少年 夏祭り！ オープンライブ（2019年8月3日・7日、六本木ヒルズアリーナ）[77]
- ジャニーズJr.8・8祭〜東京ドームから始まる〜（2019年8月8日、東京ドーム）[78]
- パパママ一番 裸の少年 夏祭り！〜家族そろってGoodbye Summer〜（2019年8月24日・25日、EXシアター六本木）[75]
- Summer Paradise 2020 俺担ヨシヨシ 自担推し推し 緊急特別魂（2020年8月21日 - 23日、TOKYO DOME CITY HALLからの有料生配信）[79][80]
- 緊急生配信!! Johnny's World Happy LIVE with YOU　Jr.祭り 〜Wash Your Hands〜（2020年8月26日、TOKYO DOME CITY HALLからの無料生配信）[81]
- Johnnys' Jr. Island FES（2020年11月28日・29日、有料生配信）[82]
- サマステライブ THE FUTURE（2021年7月18日 - 23日・8月23日 - 28日、EXシアター六本木）[83][84]
- Spring Paradise You&美（2022年3月20日 - 21日、ぴあアリーナMM / 4月30日 - 5月1日、日本ガイシ スポーツプラザ ガイシホール）[30][85]
- マイナビ サマステライブ 未来少年（2022年8月20日 - 28日、EXシアター六本木）[86][87]
- ALL Johnnys' Jr. 2023 わっしょいCAMP! in Dome（2023年7月16日・17日、京セラドーム大阪 / 8月19日・20日、東京ドーム）[88]
- SHOWbiz 2025（2025年1月5日 - 13日、有明アリーナ）[89]

### ライブ・イベント
- 「テレビ朝日・六本木ヒルズ夏祭りSUMMER STATION」開幕直前ライブイベント（2018年7月12日、六本木ヒルズアリーナ）[90]
- 第79回二世週祭（2019年8月10日・11日[注釈 4]、ロサンゼルス日本文化センター）[91]
- THANK YOU〜KOYASAN〜（2019年8月11日[注釈 4]、高野山別院）[92][91]
- GirlsAward 2019 AUTUMN / WINTER（2019年9月28日、幕張メッセ）[93]
- 第37回 マイナビ 東京ガールズコレクション 2023 AUTUMN／WINTER（2023年9月2日、さいたまスーパーアリーナ）[94]
- 第38回 マイナビ 東京ガールズコレクション 2024 SPRING／SUMMER（2024年3月2日、国立代々木競技場第一体育館）[95]
- 能登半島復興支援ライブ「PEACEFUL PARK 2024 for 能登 -supported by NTT docomo-」（2024年7月6日、石川産業展示館 4号館）[96]

### サポーター
- テレビ朝日・六本木ヒルズ 夏祭り SUMMER STATION（2017年7月15日 - 8月27日） - HiHi Jetと共に応援アシストレポーター[97]
- 第5回 テレビ朝日・六本木ヒルズ 夏祭り SUMMER STATION（2018年7月14日 - 8月26日） - HiHi Jetsと共に応援サポーター[98]
- テレビ朝日・六本木ヒルズ夏祭りSUMMER STATION（2019年7月13日 - 8月25日） - HiHi Jetsと共に応援サポーター[99]
- テレビ朝日・六本木ヒルズSUMMER STATION（2022年7月23日 - 8月28日） - HiHi Jetsと共に応援サポーター[42]

### テレビ番組
- ジャニーズJr.dex（2017年10月22日 - 2018年3月4日[100]、フジテレビ）[101]
- 裸の少年→♯裸の少年（2018年6月9日 - 2023年11月4日、テレビ朝日）[102][103][104]
- 真夏の少年 〜僕たちジャニーズJr.です〜（2019年9月1日、テレビ朝日）[105]
- 美 少年亭（2022年11月13日・2023年3月31日[106]・11月19日[107]・2024年1月28日[108] ・3月31日[109]・8月4日[110]、BSフジ）[111]
- Hi美がとにかくやってみた！（2023年2月25日、テレビ東京）[112]
- 24時間テレビ 愛は地球を救う46（2023年8月26日・27日、日本テレビ） - 中京テレビパート・メインパーソナリティー[113]

### ラジオ番組
- らじらー!サタデー（2021年4月10日[114] - 2024年3月23日[115]、NHKラジオ第1放送） - 22時台MC（HiHi Jetsと7 MEN 侍と週替わりで担当[116]）[注釈 5]

### 映画
- 映画 少年たち（2019年3月29日公開、松竹）[118]

### テレビドラマ
- 真夏の少年〜19452020（2020年7月31日 - 9月18日 、テレビ朝日） - 主演[119]
- ザ・ハイスクール ヒーローズ（2021年7月31日 - 9月18日、テレビ朝日） - 主演[120]
- トモダチゲームR4（2022年7月23日 - 9月10日、テレビ朝日） - 主演[121]

### ネット配信
- ジャニーズJr.チャンネル→ジュニアCHANNEL（2018年3月21日 - 、YouTube） - 土曜日担当[122]
- 特撮美 少年（2021年7月31日 - 配信開始、TELASA）[37]

### CM
- AOKI
  - 「フレッシャーズキャンペーン2020」（2020年2月 - ）[123]
  - 「フレッシャーズキャンペーン2023」（2023年1月20日 - ）[124]
- ジャニーズアイランド&ワンダープラネット「DecoLu（デコル）」（2020年3月 - ） - WEB広告[125][126]
- BIGLOBE「donedone」（2021年7月 - ）[127]
- ピザーラ
  - 「バターチキンカレーのよくばりクォーター」（2022年7月2日 - ）[128]
  - 「紅ズワイのグルメクォーター」（2022年11月5日 - ）[129]
- TIRTIR
  - 「マスクフィットクッション」（2022年9月 - ）[130]
  - 　「WATERISM GLOW TINT」（2024年5月 - ）[131]
- アサヒ飲料「三ツ矢サイダーレモラ」（2023年2月 - ）[132]

### 写真集
- HiHiB少年[注釈 2]「GALAXY BOX」（2017年10月31日発売、集英社）ISBN 978-4-08-907060-4[133]
- New York Photo Diary "Eternal Summer"（2024年10月29日発売、ファミクラストアオンライン）[134][135]